# أل لوكاس (لاعب كرة سلة)
أل لوكاس (4 يوليو 1922 بنيويورك في الولايات المتحدة - 26 أبريل 1995 في الولايات المتحدة) (بالإنجليزية: Al Lucas)‏ هو لاعب كرة سلة أمريكي في مركز مدافع مسدد الهدف. لعب مع بوسطن سيلتكس وشيبويغن ريد سكينز.

## وصلات خارجية
- أل لوكاس على موقع إن بي أي (الإنجليزية)
- أل لوكاس على موقع سبورتس رفرنس (الإنجليزية)
- أل لوكاس على موقع ريلجم (الإنجليزية)
- أل لوكاس على موقع بروبوليرز (الإنجليزية)
- أل لوكاس على موقع سبورتس رفرنس (الإنجليزية)